# Libertine Dissolves
Libertine Dissolves je prvi EP američkog post-black metal-sastava Deafheaven. EP je 21. siječnja 2011. objavila diskografska kuća Deathwish Inc.

## Popis pjesama
| 1.    | »Libertine Dissolves« | 5:04 |
| 2.    | »Daedalus«            | 5:43 |
| 10:47 |                       |      |

## Zasluge
Deafheaven
- George Clarke — vokali
- Kerry McCoy — gitara, bas-gitara

Dodatni glazbenici
- John Kline — bubnjevi

Ostalo osoblje
- Jack Shirley — inženjering, produkcija
- John Kline — snimanje (bubnjeva)
- M. Boyd — fotografija